# Anastásios Dimoschákis
Anastásios Dimoschákis (en grec Αναστάσιος Δημοσχάκης) est un homme politique grec.

## Biographie
Aux élections législatives grecques de janvier 2015, il est élu député au Parlement grec sur la liste de la Nouvelle Démocratie dans la circonscription de l'Évros.